# 신동엽, 신봉선의 샴페인
《신동엽, 신봉선의 샴페인》은 2008년 4월 26일부터 2009년 12월 12일까지 KBS 2TV에서 방송된 텔레비전 프로그램이다. 당초 2008년 4월 19일부터 시작할 예정이였지만, MC 신동엽의 갈비뼈 부상 때문에 1주일 순연되었다.
한편, 이 프로그램은 당초 토요일 밤 11시 25분에 방영되어 왔으나 2008년 봄 개편부터 채널과 시간대를 이동한 대왕 세종 때문에 같은 요일 오후 9시에서 10시대로 옮겨갔다가 이 드라마 종영 후 그 해 봄 개편 전까지의 시간대로 회귀한 연예가중계 때문에 10시 25분으로 시간대가 변경됐는데 2008년 11월 29일 방영분에서 김예분의 거짓말 방송 탓인지 방송통신위원회로부터 '권고' 조치를 받아야 했다.
그 후, 애초 2008년 10월 시작할 예정이었으나 KBS가 새 대하드라마의 방송 시기를 새해에 맞춰 연기함에 따라 2009년 1월 초로 첫 방영일이 변경된 한편 시간대도 토요일 밤 10시 15분/일요일 밤 10시 25분으로 바뀐 천추태후 때문에 2009년 1월 3일부터 처음 시작할 시간대로 되돌아왔는데 일부 출연자들의 거짓말 토크로 논란을 일으켜 같은 해 12월 12일 막을 내려야 했다.

## 방송된 코너
- 야식 토크
- 이상형 월드컵

## 결방
- 2008년 6월 14일 - 10시 50분부터 《남아공 월드컵》축구 아시아 3차예선 <한국 VS 투르크메니스탄> 중계 편성[7]
- 2008년 8월 9일 - 7시 30분부터 《베이징 올림픽》 중계 편성에 따라 《엄마가 뿔났다》가 9시 25분, 《대왕 세종》이 10시 35분으로 이동하여 결방
- 2008년 12월 27일 - 10시 5분부터 《KBS 연예대상》1~2부 편성
- 2009년 5월 23일 - 노무현 대통령 서거 특집 <대한민국은 한가족입니다> 편성[8]
- 2009년 10월 3일 - 10시 15분부터 추석특선영화 《울학교 이티》편성[9]

## 시청률
| 회차 | 방송 일자        | 전국 시청률 |
| ---- | ---------------- | ----------- |
| 1회  | 2008년 4월 26일  | 12.2%       |
| 2회  | 2008년 5월 3일   | 6.8%        |
| 3회  | 2008년 5월 10일  | 6.6%        |
| 4회  | 2008년 5월 17일  | 8.0%        |
| 5회  | 2008년 5월 24일  | 미집계      |
| 6회  | 2008년 5월 31일  | 미집계      |
| 7회  | 2008년 6월 7일   | 미집계      |
| 8회  | 2008년 6월 21일  | 미집계      |
| 9회  | 2008년 6월 28일  | 미집계      |
| 10회 | 2008년 7월 5일   | 미집계      |
| 11회 | 2008년 7월 12일  | 미집계      |
| 12회 | 2008년 7월 19일  | 미집계      |
| 13회 | 2008년 7월 26일  | 8.6%        |
| 14회 | 2008년 8월 2일   | 9.4%        |
| 15회 | 2008년 8월 16일  | 12.9%       |
| 16회 | 2008년 8월 23일  | 미집계      |
| 17회 | 2008년 8월 30일  | 6.6%        |
| 18회 | 2008년 9월 6일   | 8.6%        |
| 19회 | 2008년 9월 13일  | 미집계      |
| 20회 | 2008년 9월 20일  | 8.4%        |
| 21회 | 2008년 9월 27일  | 9.7%        |
| 22회 | 2008년 10월 4일  | 8.1%        |
| 23회 | 2008년 10월 11일 | 8.0%        |
| 24회 | 2008년 10월 18일 | 9.1%        |
| 25회 | 2008년 10월 25일 | 7.5%        |
| 26회 | 2008년 11월 1일  | 8.5%        |
| 27회 | 2008년 11월 8일  | 10.3%       |
| 28회 | 2008년 11월 15일 | 8.0%        |
| 29회 | 2008년 11월 22일 | 12.5%       |
| 30회 | 2008년 11월 29일 | 10.3%       |
| 31회 | 2008년 12월 6일  | 11.6%       |
| 32회 | 2008년 12월 13일 | 10.0%       |
| 33회 | 2008년 12월 20일 | 9.1%        |
| 34회 | 2009년 1월 3일   | 14.2%       |
| 35회 | 2009년 1월 10일  | 11.6%       |
| 36회 | 2009년 1월 17일  | 11.3%       |
| 37회 | 2009년 1월 24일  | 8.7%        |
| 38회 | 2009년 1월 31일  | 14.2%       |
| 39회 | 2009년 2월 7일   | 13.7%       |
| 40회 | 2009년 2월 14일  | 10.9%       |
| 41회 | 2009년 2월 21일  | 16.0%       |
| 42회 | 2009년 2월 28일  | 13.3%       |
| 43회 | 2009년 3월 7일   | 10.5%       |
| 44회 | 2009년 3월 14일  | 13.7%       |
| 45회 | 2009년 3월 21일  | 11.4%       |
| 46회 | 2009년 3월 28일  | 12.3%       |
| 47회 | 2009년 4월 4일   | 11.5%       |
| 48회 | 2009년 4월 11일  | 9.7%        |
| 49회 | 2009년 4월 18일  | 8.9%        |
| 50회 | 2009년 4월 25일  | 9.1%        |
| 51회 | 2009년 5월 2일   | 10.4%       |
| 52회 | 2009년 5월 9일   | 10.4%       |
| 53회 | 2009년 5월 16일  | 11.0%       |
| 54회 | 2009년 5월 30일  | 8.7%        |
| 55회 | 2009년 6월 6일   | 10.1%       |
| 56회 | 2009년 6월 13일  | 8.6%        |
| 57회 | 2009년 6월 20일  | 8.9%        |
| 58회 | 2009년 6월 27일  | 10.5%       |
| 59회 | 2009년 7월 4일   | 10.0%       |
| 60회 | 2009년 7월 11일  | 9.5%        |
| 61회 | 2009년 7월 18일  | 10.1%       |
| 62회 | 2009년 7월 25일  | 9.7%        |
| 63회 | 2009년 8월 1일   | 8.6%        |
| 64회 | 2009년 8월 8일   | 9.9%        |
| 65회 | 2009년 8월 15일  | 9.1%        |
| 66회 | 2009년 8월 22일  | 10.1%       |
| 67회 | 2009년 8월 29일  | 9.3%        |
| 68회 | 2009년 9월 5일   | 10.1%       |
| 69회 | 2009년 9월 12일  | 11.6%       |
| 70회 | 2009년 9월 19일  | 9.9%        |
| 71회 | 2009년 9월 26일  | 9.9%        |
| 72회 | 2009년 10월 10일 | 7.8%        |
| 73회 | 2009년 10월 17일 | 9.1%        |
| 74회 | 2009년 10월 24일 | 12.1%       |
| 75회 | 2009년 10월 31일 | 9.3%        |
| 76회 | 2009년 11월 7일  | 9.9%        |
| 77회 | 2009년 11월 14일 | 9.3%        |
| 78회 | 2009년 11월 21일 | 11.0%       |
| 79회 | 2009년 11월 28일 | 8.0%        |
| 80회 | 2009년 12월 5일  | 7.3%        |
| 81회 | 2009년 12월 12일 | 8.5%        |